# Ronan (Montana)
Ronan é uma cidade localizada no estado americano de Montana, no Condado de Lake.

## Demografia
Segundo o censo americano de 2000, a sua população era de 1812 habitantes.
Em 2006, foi estimada uma população de 2008, um aumento de 196 (10.8%).

## Geografia
De acordo com o United States Census Bureau tem uma área de
2,8 km², dos quais 2,8 km² cobertos por terra e 0,0 km² cobertos por água. Ronan localiza-se a aproximadamente 929 m acima do nível do mar.

## Localidades na vizinhança
O diagrama seguinte representa as localidades num raio de 20 km ao redor de Ronan.